# Контактна мрежа
Контактната мрежа (КМ) представлява специална електропреносна мрежа ползваща основно въздушни линии (ВЛ), с приложение в железопътния и градския транспорт.
Тази мрежа има за задача да пренесе електрическата енергия от тяговите подстанции до електрическия подвижен състав и да му я предаде чрез непосредствен контакт с неговия токоприемник (пантограф). КМ се поставя встрани или над пътя, като го следва по цялата му дължина.

## Захранване на контактните мрежи
Трамвайната и тролейбусна контактна мрежа в България е захранена с постоянно напрежение 660 V DC, а контактната мрежа на железопътния междуселищен транспорт – със средно напрежение 20 – 25 kV AC или от 20 000 до 25 000 v променливо. В градския електротранспорт се ползва по-ниското напрежение поради по-късите трасета и от необходимостта за безопасност под проводниците в градска среда. Всеки вид контактна мрежа се изгражда на отделни електрически изолирани участъци наречени – Секции. Всеки участък може да използва захранване от един или повече източника. Това позволява изключване само на секцията с повреда. Изолацията на секциите се осъществява с т.нар. секционен изолатор. Контролът на електрозахранването за жп контактна мрежа в България се осъществява от специализирани тягови инверторни трансформаторни подстанции. Тъй като превозното средство представляващо електрически товар, постоянно променящ местоположението си спрямо точките на захранване на мрежата, е необходимо да се осигури стабилност на параметрите на електрическата енергия със специални технически решения, които обикновено липсват при конвенционалните разпределителни електрически мрежи.
За железопътния състав използващ контактната мрежа с един контактен проводник е задължително условието за електрическа връзка между отделните секции на релсовия път, защото това осигурява обратен път за тока до тяговата подстанция. В участъците където не е допустимо заваряване, се използва гъвкава връзка чрез стоманен проводник.
При трамвайната мотриса и железопътния локомотив токоснемащото устройство се нарича пантограф и представлява подвижно рамо (или две рамена съединени във върховете им) на върха на което е поставена скара със закрепени на нея графитни плочки или меки метални сплави. Пантографът може да бъде симетричен или асиметричен.

## Типове въздушна контактна мрежа
КМ може да бъде с проста или сложна конструкция.
Верижната контактна мрежа има сложна конструкция, при която се избягват недостатъците на простата конструкция на (КМ).
Верижните контактни мрежи се различават една от друга по следните основни конструктивни решения:
- начина, по който контактният проводник е окачен към носещото въже;
- начина за регулиране на натягането на контактния проводник и носещото въже;
- взаимното разположение на носещото въже и контактния проводник в план;

- типа на струните и носещите конструкции.

Според начина на окачване на контактния проводник към носещото въже верижните (КМ) се разделят на две групи
- I група – към тази група се отнасят единичните верижни контактни мрежи. При тях контактният проводник се окачва към носещото въже посредством струни, като може да се използва и ресорна струна
- II група – към тази група се отнасят двойните и тройните верижни контактни мрежи. Разликата е, че при този вид КМ към носещото въже посредством струни се окачват спомагателни въжета, а след това и контактният проводник.

В зависимост от начина, по който се регулира натягането на проводниците, верижните контактни мрежи биват следните видове
- некомпенсирани – при тях контактният проводник и носещото въже са анкеровани твърдо и нямат устройство за автоматично регулиране на натягането.
- полукомпенсирани – при тях се монтира устройство за автоматично регулиране на натягането само на носещото въже или само на контактния проводник
- компенсирани – при тях на всички проводници на верижната (КМ) се монтират устройства за автоматично регулиране на натягането.

В зависимост от разположението на проводниците от верижната (КМ) в план тези мрежи биват
- вертикална верижна контактна мрежа – при която проводниците са в една вертикална равнина
- Сечение на меден проводник тип RI за контактна мрежа. 120 мм2коса верижна контактна мрежа – при която носещото въже е изместено значително спрямо контактния проводник.

Верижната контактна мрежа има следната конструкция
- носещо въже – то се окачва на носещите конструкции и е по цялата дължина на контактния проводник
- звеневи струни – те служат за окачване на носещото въже към контактния проводник
- контактен проводник

Основните геометрични параметри на верижните КМ са
- дължина на междустълбието l – разстоянието между две съседни точки, на които се окачва носещото въже
- конструктивна височина h – разстоянието от контактния проводник до носещото въже в точката на окачването
- стрела на провеса на носещото въже F – разстоянието от най-ниската точка на носещото въже в междустълбието до правата, прекарана между две точки, в които е окачено въжето
- стрела на провеса на контактния проводник fx – разстоянието между най-ниската точка от контактния проводник до правата, прекарана между точките на окачване на контактния проводник
- междуструнно разстояние С – разстоянието между две съседни струни
- дължина на струната s – разстоянието между точката, в която струната е монтирана към носещото въже или друг елемент и точката, в която струната се монтира.

## Контактна мрежа чрез релса
Този вид мрежа се използва основно в градското метро и някои видове мотрисни влакове както и монорелсът. Нейното приложение е ограничено тъй като често контактната релса е близо до Земята, което може да причини токов удар и поради тази причина използваното напрежение е по-ниско от това на въздушно окачената контактна мрежа. Разходът на метал при този тип мрежа е голям и затова се използва само за малки разстояния. В метрото в София се използва напрежение от 825V, а при по-дългите участъци и до 1500V.

## Пресичане на контактни мрежи с различни напрежения
Участъкът в, който се пресичат КМ се проектира със специални крепежни и изолационни елементи за да се запази нормалното движение. Често на КМ с по-високото напрежение се създава изолиран неутрален или с понижено напрежение участък, където се пресича КМ с по ниско напрежение. Конструктивните решения зависят от типа на пантографа на превозното средство.